# 松保村
松保村（まつほそん）は、鳥取県気高郡にあった自治体である。1896年（明治29年）3月31日までは高草郡に属した。

## 概要
現在の鳥取市三山口・良田・高住・桂見・布勢・足山・岩吉・里仁にあたり、湖山池南東部に位置した。なお同池最大の島である青島は高住に属した。世紀小学校区の西部（旧松保小学校区）におおむね相当するが、三山口・足山・岩吉（山陰本線より北）は除外されている（三山口は湖南学園区、足山・岩吉（山陰本線より北）は湖山小学校区となる）。
江戸期には鳥取藩領の松高庄（松高の庄）に属する三山口村・荒田村・高住村と、南北保（南北の保）に属する倉見村・三谷村・布勢村・足山村・吉山村・岩室村（または岩村）・甲山村、および松上西郷に属する畠崎村があった。
村名は松高庄の「松」、および南北保の「保」から松保と命名したとされる。
村の中心は布勢で、明治5年（1872年）に定着するまでは布施とも表記した。往古は布勢郷に属し、文正元年（1466年）には布勢天神山城が築城された。
1904年（明治37年）に北脇永治が県内で初めて二十世紀梨を導入し、栽培・普及に尽力した。

## 沿革
- 寛永年間 - かつては一村だった足山村と吉山村が分村したとされる[4]。
- 元禄14年（1701年） - 湖山村から枝郷の倉見村を分村[5]。甲山村から枝郷の畠崎村を分村[6]。
- 安政4年（1857年） - 安長・湖山・賀露・南隈の4ヶ村から農民が移住し開作を始め、岩室村が開村する[7]。
- 明治5年（1872年）11月 - 学制領付によって荒田村を良田村と改称[1]。
- 1877年（明治10年）5月20日 - 甲山村と畠崎村が合併して里仁村となる。論語「里仁編」からの命名とされる[1]。
- 1877年（明治10年）5月22日 - 倉見村と三谷村が合併して桂見村となる。桂尾神社の「桂」と倉見の「見」から命名[1]。
- 1881年（明治14年）7月29日 - 吉山村が岩室村が合併して岩吉村となる[1]。
- この間、高草郡湖山村外八ヵ村連合戸長役場が湖山村に設置され、その管轄となる[1]。
- 1889年（明治22年）10月1日 - 町村制の施行により、三山口村・良田村・高住村・桂見村・布勢村・足山村・岩吉村、里仁村が合併して村政施行し、松保村が発足。旧村名を継承した8大字を編成。役場は当初里仁に置かれたが、後に布勢に移転した[1][8]。
- 1896年（明治29年）4月1日 - 郡制の施行により、高草郡・気多郡の区域をもって気高郡が発足し、気高郡松保村となる。
- 1943年（昭和18年）9月10日 - 鳥取地震発生。村内でも役場や家屋などが倒壊[1]。
- 1953年（昭和28年）7月1日 - 鳥取市に編入。同日松保村廃止[9]。

## 合併後
現在の鳥取市自治連合会の地区別単位組織としての松保地区は旧村域とは少し異なり、三山口が除外されている。それ以外は高江町（高住、高住の「高」と入り江の「江」から命名）・布勢・東布勢・西里仁（旧甲山村）・東里仁（旧畠崎村）・良田・青島団地（高住と良田の中間）・高住・山王団地（桂見・布勢・湖山町の各一部）・日吉台団地（布勢字川徳）・桂見台団地（桂見）・西桂見（旧倉見村）・東桂見（旧三谷村）・足山・岩吉・世紀団地（里仁・徳尾）の計16地区を構成している。また、校区としての世紀小学校区は足山・岩吉（山陰本線より北）も除外されている。

## 行政

### 歴代村長
| 代         | 氏名       | 就任年月日         | 退任年月日                | 出身         | 備考                                |
| ---------- | ---------- | ------------------ | ------------------------- | ------------ | ----------------------------------- |
| 初         | 福田与平治 | 1889年（明治22年） | 1892年（明治25年）        | 桂見（三谷） |                                     |
| 2          | 岸田源三郎 | 1892年（明治25年） | 1894年（明治27年）        | 岩吉         |                                     |
| 3          | 徳田徳三郎 | 1894年（明治27年） | 1896年（明治29年）        | 桂見（三谷） |                                     |
| 4          | 北脇金造   | 1896年（明治29年） | 1898年（明治31年）        | 桂見（三谷） |                                     |
| 5          | 森岡利造   | 1898年（明治31年） | 1898年（明治31年）        | 高住         |                                     |
| 6          | 大野竹蔵   | 1898年（明治31年） | 1901年（明治34年）        | 桂見（三谷） |                                     |
| 7          | 山根吉次郎 | 1901年（明治34年） | 1906年（明治39年）        | 布勢         |                                     |
| 8          | 森本富造   | 1906年（明治39年） | 1907年（明治40年）        | 岩吉         |                                     |
| 9          | 有田勇蔵   | 1907年（明治40年） | 1910年（明治43年）        | 高住         |                                     |
| 10         | 森本喜代造 | 1910年（明治43年） | 1911年（明治44年）        | 桂見（倉見） |                                     |
| 11         | 山根国三郎 | 1911年（明治44年） | 1937年（昭和12年）        | 湖山村       | 元郡書記                            |
| 12         | 北脇永治   | 1937年（昭和12年） | 1945年（昭和20年）        | 桂見（三谷） | 4代：北脇金造の長男、病気のため辞職 |
| 13         | 北脇幸吉   | 1945年（昭和20年） | 1947年（昭和22年）        | 高住         |                                     |
| 14         | 森本武夫   | 1947年（昭和22年） | 1951年（昭和26年）        | 里仁（甲山） | 初の公選村長                        |
| 15         | 森岡祐太良 | 1951年（昭和26年） | 1953年（昭和28年）6月30日 | 高住         | 後に株式会社海南開発を創設          |
| 参考文献 - |            |                    |                           |              |                                     |

## 教育
- 松保村立松保小学校（後に鳥取市立松保小学校となり、現在は鳥取市立世紀小学校）
- 中学校は湖山村の湖東中学校区（現在は大部分が高草中学校区に変更されている。）

## 交通

### 鉄道
- 最寄りの駅：湖山駅

### 道路
- 吉岡街道（現在の県道21号・県道181号の各一部および鳥取市道古海高住線[12]）
1881年の鳥取県再置後、鳥取から米子間の道路改修が最も重要で急務とされ、1883年1月に起工し1887年11月までに国道25号として建設された。この道路は松保村の発展の基礎となり、各集落から国道に出る道も次第に整備された。旧道路法制定以降は国道18号（鳥取以西は千代川から千代橋 - 桂見 - 高住 - 松原 - 御熊 - 白兎 - 酒津 - 宝木へと続く）となり、1952年には道路法制定により一級国道9号と名称が変更された。その後国道9号は海沿いのルート（一部は現在県道318号）に変更され、吉岡街道は1955年6月に県道として路線認定された[1]。

### 水上飛行場
- 湖山池（1932年から1937年まで）